# 大泉駅 (富山県)
大泉駅（おおいずみえき）は、富山県富山市大泉にある富山地方鉄道不二越線（不二越・上滝線）の駅である。駅番号はT60。

## 歴史
- 1952年（昭和27年）9月26日：開業[1]。
- 1966年（昭和41年）2月28日：駅舎を新築[2]。
- 1989年（平成元年）9月1日：無人化[3]。

## 駅構造
単式ホーム1面1線の無人駅である。駅舎及び窓口があるが無人化されている。

## 利用状況
「富山市統計書」によると、2019年度の1日平均乗車人員は104人である。
近年の1日平均乗車人員は以下の通り。
| 年度   | 1日平均 乗車人員 |
| ------ | ---------------- |
| 2001年 | 106              |
| 2002年 | 113              |
| 2003年 | 98               |
| 2004年 | 93               |
| 2005年 | 93               |
| 2006年 | 96               |
| 2007年 | 96               |
| 2008年 | 106              |
| 2009年 | 107              |
| 2010年 | 102              |
| 2011年 | 112              |
| 2012年 | 113              |
| 2013年 | 120              |
| 2014年 | 130              |
| 2015年 | 124              |
| 2016年 | 131              |
| 2017年 | 128              |
| 2018年 | 100              |
| 2019年 | 104              |
| 2020年 | 86               |
| 2021年 | 86               |
| 2022年 | 83               |

## 駅周辺
- 富山市立大泉中学校
- アルビス 高原町店

※駅前には富山市会社役員夫婦放火殺人事件の現場となったビルがあり、駅構内に情報提供を呼びかけるチラシが貼ってある。

## 隣の駅
富山地方鉄道
■不二越線
不二越駅 (T59) - 大泉駅 (T60) - 南富山駅 (T61)